# École nationale du génie de l’eau et de l’environnement de Strasbourg
Die École nationale du génie de l’eau et de l’environnement de Strasbourg (ENGEES) ist eine französische Ingenieurhochschule, die 1952 gegründet wurde.
Ihre Hauptaufgabe besteht in der Ausbildung von Ingenieuren und Führungskräften, die in folgenden Bereichen tätig sind: Management von Wassersystemen, Entwicklung aquatischer Ökosysteme, Schutz von Wasserressourcen, Planung und Dimensionierung von Wasser- und Abwassernetzen, Planung und Dimensionierung von Aufbereitungsanlagen, Management und Betrieb von Diensten und Anlagen, Küstenwasserbau, Management von Abfallsammel- und -behandlungsdiensten (Haushalte und Industrie).
Die ENGEES mit Sitz in Straßburg ist eine öffentliche Hochschuleinrichtung, die zur Universität Straßburg gehört. Die Schule ist Mitglied der Conférence des grandes écoles (CGE).